# Mine de Sorange
La mine de Sorange est une mine de charbon située dans le district de Sorange, près de Quetta, de la province du Baloutchistan, dans le sud-ouest du Pakistan.
Le 5 mars 2009, Au moins 14 mineurs sont tués et 11 autres blessés car la mine s'est effondrée lorsqu'une poche de gaz qui s'y était accumulé a explosé.
En 2011, selon les sources, 43 à 52 personnes sont mortes après une explosion de gaz dans la mine de Sorange,.